# Scoobynatural
"Scoobynatural" é o décimo sexto episódio da décima terceira temporada da série de drama sobrenatural Supernatural, e o episódio 280 em geral. O episódio foi escrito por Jim Krieg e Jeremy Adams e dirigido por Robert Singer. Foi transmitido pela primeira vez em 29 de março de 2018 no The CW. No episódio, Sam, Dean e Castiel são sugados para o mundo animado de Scooby-Doo e devem ajudar a Turma do Scooby a resolver um mistério quando um verdadeiro fantasma colide com os eventos de "Uma Noite de Medo não Acaba Cedo" da série original.
O episódio recebeu aclamação da crítica por seu humor, referências, senso de nostalgia e o ajuste natural entre o crossover das duas séries.

## Enredo
Depois de parar um dinossauro de pelúcia que ganha vida em uma loja de penhores e começa a atacar, o grato dono dá a Dean uma nova TV de graça. Enquanto testam a TV, os Winchesters são sugados para o episódio favorito de Dean, de Scooby-Doo, Cadê Você? seguido logo depois por Castiel. Para o choque do grupo, eles descobrem um fantasma que começa a matar pessoas e os Winchesters e a Turma do Scooby são forçados a se unir para pará-lo. Trabalhando juntos, os Winchesters e o a Turma prendem o fantasma que se revela ser um menino que um empreendedor ganancioso do mundo real está usando para espantar os donos de lojas relutantes. O fantasma ajuda os Winchesters e Castiel a enganar o a Turma do Scooby a pensar que era um vilão humano antes de devolver os Winchesters e Castiel ao mundo real. Lá, os três colocaram o fantasma para descansar e prenderam o criminoso por evasão fiscal. Antes de ser sugado para Scooby-Doo, Castiel é mostrado para ter obtido o fruto da Árvore da Vida, trazendo os Winchesters um passo mais perto de seu objetivo de abrir um portal para o Apocalypse World.

## Produção
A ideia de um episódio de crossover com Scooby-Doo foi discutida pelos escritores e produtores de Supernatural por vários anos. A capacidade de fazer um crossover foi possível porque os direitos de ambos os programas são de propriedade da Warner Bros.

## Recepção
O episódio foi aclamado pela crítica.
Em sua resenha para Den of Geek!, Bridget LaMonica deu ao episódio uma pontuação de 5/5, chamando-o de "marco" e "uma dose desavergonhada de humor e nostalgia que encontrou uma maneira de misturar duas séries diferentes". Samantha Highfill da EW ecoou o sentimento e deu ao episódio um grau "A", acrescentando que "Nenhum outro programa poderia fazer isso e fazer tão bem." Kaitlin Thomas, do TV Guide, comparou o episódio favoravelmente às meta-parcelas passadas "Changing Channels" e "The French Mistake" e disse que "está destinado a se tornar um clássico instantâneo".